# Leonardo Binchi
Leonardo Binchi (Campiglia Marittima, 27 agosto 1975) è un ex pallanuotista e allenatore di pallanuoto italiano, da marzo 2023 allenatore della Waterpolo Milano maschile.

## Carriera
Cresce nella Rari Nantes Florentia, dove vince la Coppa delle Coppe ed è finalista in Coppa Len e nuovamente nella Coppa delle Coppe, oltre ad essere tre volte vice campione d'Italia. Nel 2004 è passato agli allora campioni d'Italia del Brescia, dove conquista una Coppa Italia e una Coppa LEN; inoltre è per sei volte vicecampione d'Italia ed una volta finalista in Supercoppa Len. Termina la sua carriera da giocatore allo Sport Management con il quale conquista la promozione in A1 e l'anno successivo si qualifica per la Coppa dei Campioni arrivando terzo.
Conquistò la medaglia d'argento ai mondiali militari di Roma 1998. Con la nazionale italiana ha totalizzato 270 presenze e conquistato medaglie agli Europei, ai Goodwill Games, nella Coppa Fina e nella Coppa del Mondo. Ha inoltre partecipato a tre edizioni dei Giochi Olimpici.
Finita la carriera da giocatore inizia quella da allenatore con la Firenze Pallanuoto NGM maschile in serie B. In seguito diventa allenatore della squadra femminile della NC Milano con la quale raggiunge la final six del massimo campionato. Successivamente passa alla Waterpolo Milano come DS e allenatore della prima squadra femminile con cui nel 2023 è promosso in Serie A2. A marzo 2023 diventa allenatore della Waterpolo Milano maschile, con la quale a giugno 2024 ottiene una promozione in Serie A2.
Commentatore tecnico delle Olimpiadi di Tokyo per il gruppo Discovery, attualmente è opinionista per SKY. È organizzatore di camp estivi per giovani pallanuotisti e si dedica alla divulgazione della pallanuoto e dei suoi fondamentali attraverso la scuola che porta il suo nome e ai suoi camp in Toscana.